# 템테이션 (2009년 영화)
《템테이션》(Temptation)는 영국에서 제작된 캐서린 테일러 감독의 2009년 판타지, 공포, 스릴러 영화이다. 캐롤라인 헤인즈 등이 주연으로 출연하였고 라이오넬 힉스 등이 제작에 참여하였다.

## 출연

### 주연
- 캐롤라인 헤인즈
- 로라 에반스

### 조연
- 레이첼 워터스
- 데미안 모터
- 로라 라게르크랜츠
- 리너 랄비하리
- 앨리오나 카자로바
- 엘리 제프리스
- 짐 포드

## 기타
- 제작보: 루이사 카신하스
- 제작보: 베네딕트 자사드즈키